# Esta noche mando yo
«Esta noche mando yo» es una canción interpretada por la cantante y compositora colombiana Naela a dúo con el rapero Obie-P, incluida en su primer álbum de estudio Naela (2011). Fue lanzada como tercer sencillo del disco en formato audio en YouTube y medios el 11 de septiembre. 

## Promoción

### Vídeo musical
El vídeo musical de «Esta noche mando yo» fue dirigido por la colombiana Andrea Olarte, siendo este el segundo que dirige para la artista. El vídeo fue grabado en el Castillo Marroquín de la ciudad de Bogotá. 
| «Esta Noche Mando Yo» — Sencillo |                                                |          |  |
| N.º                              | Título                                         | Duración |  |
| 1.                               | «Esta Noche Mando Yo»                          | 3:04     |  |
| 2.                               | «Esta Noche Mando Yo» (Versión Merengue Remix) | 3:24     |  |

## Créditos y personal
- Naela: composición y voz
- Mauricio Rivera: composición
- Dj Tombs: Producción
- Obie-P: voz, Invitado Especial